# Dmitriy Ivanovich Donskoy

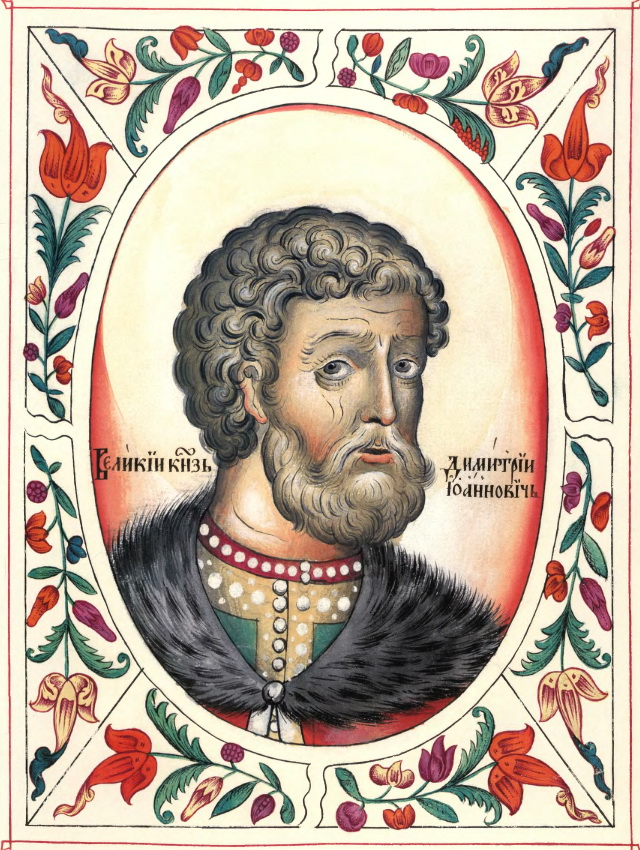
Dmitry Donskoy

Thánh Dmitry Ivanovich Donskoy (tiếng Nga: Дмитрий Иванович Донской) (12 tháng 10 năm 1350, Moskva – 19 tháng 5 năm 1389, Moskva), con trai của Ivan II Krasnyi, trị vì với tước hiệu Đại vương công Moskva từ năm 1359 và với tước hiệu Đại vương công Vladimir từ năm 1363 cho đến khi chết. Ông là vị công tước đầu tiên của Moskva dám công khai thách thức quyền lực của người Tatar tại Nga khi đó. Biệt danh của ông (Donskoy) có nghĩa là "của sông Đông" là để nói đến chiến thắng lớn của ông trước người Tatar trong trận Kulikovo năm 1380 diễn ra trên sông Đông.

## Thời kỳ đầu
Dmitry nắm giữ chức vụ Đại vương công Moskva khi mới lên 9 tuổi. Trong giai đoạn thơ ấu của ông, công việc triều chính trên thực tế do đại giáo chủ Alexis của Nga điều hành. Năm 1360, tước vị cao nhất trong số các tước công của Nga khi đó, Đại vương công Vladimir, đã được hãn của Kim Trướng hãn quốc chuyển giao cho Dmitry Konstantinovich của Nizhny Novgorod. Năm 1363, khi vị công tước này bị hạ bệ thì Dmitri Ivanovich đã được giao tước vị này tại Vladimir. Ba năm sau, ông hòa giải với Dmitry Konstantinovich và cưới con gái ông này là Eudoxia. Năm 1376, họ cùng nhau đem quân cướp phá Volga Bulgaria.

Sự kiện quan trọng nhất diễn ra trong những năm đầu trị vì của Dmitry có lẽ là việc xây dựng Kremli bằng đá đầu tiên tại Moskva, hoàn thành vào năm 1367. Pháo đài mới này cho phép thành phố đứng vững trong hai cuộc vây hãm của Algirdas từ Litva vào các năm 1368 và 1370. Năm 1375, Dmitry đã có thể giải quyết tranh chấp giữa ông và Tver với phần hơn về phía mình. Các công tước khác ở miền bắc Nga cũng đã biết tới quyền lực của ông và đem quân đội của mình tới tham dự cuộc chiến chuẩn bị diễn ra giữa ông với Kim Trướng. Vào cuối thời kỳ trị vì của mình, Dmitry đã mở rộng lãnh thổ của công quốc Moskva thành gấp đôi.

## Cuộc chiến chống lại Kim Trướng
Ba mươi năm trị vì của Dmitry cũng mở đầu cho sự kết thúc của sự cai trị từ phía người Mông Cổ trên các khu vực ngày nay gọi là Liên bang Nga. Kim Trướng hãn quốc đã bị suy yếu nặng nề do nội chiến và sự kình định phe phái trong triều. Dmitry nhân cơ hội này đã chiếm ưu thế trước khoảng lặng quyền lực để công khai thách thức người Tatar.
Mamai, một viên tướng Mông Cổ đồng thời là người trên thực tế khi đó cai quản triều chính của Kim Trướng, đã cố gắng trừng trị Dmitry vì các ý định mở rộng và gia tăng quyền lực của ông. Tháng 8 năm 1378, Mamai đã sai murza Begich đem quân đội Mông Cổ tới, nhưng đã bị lực lượng của Dmitry đánh bại ven sông Vozha và Begich bị giết chết. Hai năm sau, vào tháng 9 năm 1380, Mamai đích thân dẫn một lực lượng lớn tới đánh Moskva. Quân đội hai bên đã giao chiến tại trận Kulikovo, nơi sông Nepryadva đổ vào sông Đông và đội quân của Mamai thảm bại. Ông ta buộc phải tháo chạy.
Mamai sau đó bị Tokhtamysh phế truất. Vị hãn mới này tái khẳng định quyền lực của người Mông Cổ đối với các vùng đất ngày nay là Nga và tàn phá Moskva với lý do Dmitry đã chống cự lại Mamai. Tuy nhiên, Dmitry đã thể hiện lòng trung thành của mình đối với Tokhtamysh và Kim Trướng hãn quốc, vì thế ông lại được công nhận là người thu thuế chính cho người Mông Cổ cũng như được giữ chức Đại vương công Vladimir. Cho đến khi chết vào năm 1389, Dmitry cũng là vị Đại vương công đầu tiên của Nga truyền lại tước hiệu cho con trai của mình là Vasili I mà không hỏi ý kiến của hãn.